# Француски језик
Француски језик (француски: françaisⓘ, langue française) је један од романских језика који се примарно користи у Француској, Белгији, Швајцарској, прекоморским територијама Француске, као и бившим колонијама Француске и Белгије, укључујући Квебек у Канади. Француски је службени језик у 29 земаља, већина којих су чланови Франкофоније (фран. La Francophonie), заједнице земаља француског говорног подручја. Он је говорни језик у Француској, јужној Белгији, западној Швајцарској, Монаку, провинцијама Квебек, Њу Брансвик, и деловима Манитобе и Онтарија у Канади, деловима САД у државама Луизијана, Мејн, Њу Хемпшир и Вермонт, Међу образованим класама у северној и западној Африци, Хаитима, Француској Полинезији и разним заједницама другде. Овај језик користи 110 милиона становника на Земљи као први језик, а укупно 190 милиона људи га користи у свакодневној комуникацији. Према демографским пројекцијама, пре свега због високог наталитета афричког франкофонског становништва. Француски језик је други језик по бројности на свету према броју људи који га уче (после енглеског језика).
Француски језик је изведен из говорног латинског језика Римског царства, као што су и језици: италијански, португалски, шпански, румунски, каталонски и други. Француски је еволуирао из гало-романског, говорног латинског у Галији, и специфичније у Северног Галији. Његови најближи сродници су други романски језици — језици који се историјски говоре у северној Француској и у јужној Белгији, које је Француски у углавном заменио. Француски је такође био под утицајем матерњих Келтских језика северне римске Галије, као што је Белгијска Галија и (фермански) франачки језици пост-римских Франачких освајача. У данашње време, захваљујући француској прекоморској експанзији, постоје бројни Креолски језици утемељени на француском језику, пре свега хаићански креолски језик. Особа са француског говорног подручја се назива франкофон.
Према истраживању Европске комисије, француски је четврти најшире коришћени матерњи језик у Европској унији. Он је трећи по броју људи који га разумеју у ЕУ. Услед француског и белгијског колонијализма почевши од 17. и 18. века, француски је уведен у нове територије Америка, Африке и Азије. Већина оних који га користе као други језик пребива у франкофонској Африци, посебно у Габону, Алжиру, Маурицијусу, Сенегалу и Обали Слоноваче. Године 2007, процењивало се да постоји око 75 милиона особа којима је Француски матерњи језик; и да укупно има 338 милиона људи који могу да га говоре. Према демографским пројекцијама које су произвели Université Laval и , тотални број говорника француског ће бити приближно 500 милиона године 2025. и 650 милиона до 2050 или 7% будуће светске популације. У складу са овим предвиђањима, извештај који је 2014. издала организација La Francophonie процењује да 274 милиона људи говори француски, било као први или други језик.
Француски има дугу историју као међународни језик трговине, дипломатије, књижевности и научних стандарда и он је званични језик многих међународних организација укључујући Уједињене нације, Европску унију, NATO,  и . Године 2011, Bloomberg Businessweek је проценио да је француски један од три највише коришћена пословна језика, након енглеског и кинеског.
Од 1970. постоји међународна организација за сарадњу земаља у којима је француски званични, или важан језик у комуникацији и култури. Ова организација се зове „Франкофонија“.

## Географска дистрибуција

### Европа
| Матерњи језик >50% 20% - 49% | 10% - 19% 5% - 9% <5% Нема података |

Са 12% говорника међу ЕУ становништвом, француски је четврти највише заступљени матерњи језик у Европској унији, након немачког, енглеског и италијанског; он је такође трећи по свеукупној заступљености у Унији, након енглеског и немачког (33% ЕУ популације изјављује да зна да говори енглески, док 22% Европљана разуме немачки и 20% француски).
По уставу Француске, француски је био службени језик републике од 1992 (мада га је уредба Вилер-Котре учинила мандаторним у правним документима 1539. године). Француска прописује коришћење француског у службеним владиним публикацијама, јавном образовању, изузев у специјалним случајевима (иако се те одредбе често игноришу), и правним уговорима; огласи морају да садрже превод страних речи.
У Белгији, француски је званични језик у Валонији (изузев дела Источних кантона, у којима се говори немачки) и један од два званична језика — упоредо са холандским — региона главног града Брисела, где га говори већина становништва често као примарни језик.
Француски је један од четири службена језика Швајцарске (заједно са немачким, италијанским и романшким) и говори се у западном делу Швајцарске званом Романдија, у коме је Женева највећи град. Језичке поделе у Швајцарској се не подударају са политичким поделама и неки кантони имају билингвални статус, на пример градови попут Бил/Бјен или кантони, као што је Вале-Фрибур-Берн. Француски је матерњи језик за око 20% швајцарској становништва, а говори га 50,4% популације.

## Историја
Сматра се да су Заклетве из Стразбура (les serments de Strasbourg) из 842. први текст написан на протофранцуском.
Краљ Франсоа I је 1539. наредио да француски буде званични језик администрације и двора у Француској.
Кардинал Ришеље је 1634. основао Француску академију (Académie française), која се бавила „Унапређењем и заштитом француског језика“. Од седамнаестог века француски је постао lingua franca европских племића, прво у централној, а у 18-ом и 19. веку источној Европи (Пољска, Русија, Румунија). У ово време Француска је постала колонијална сила, чиме је поставила основе за ширење француског језика ван Европе. Белгија, која је стекла независност 1830, такође је увела француски језик у своје колоније.
У 18. веку француски је постао главни језик у домену међународних односа и дипломатије (уместо латинског). Касније је стварањем колонијалног царства Велике Британије у 19. веку, и порастом моћи САД у 20. веку, ситуација промењена у корист енглеског језика.

## Значај француског језика
Иако је тек трећи по броју говорника међу романским језицима (иза шпанског и португалског), француски језик је и даље геополитички гледано најважнији романски језик. И док је још у 19. веку (и на почетку 20. века) уживао статус главног светског језика, током 20. века француски је драстично изгубио на важности, до те мере да се каткада (неутемељено) сводити само на језик културе и дипломације.
Међутим, оснивањем и деловањем Међународне организације Франкофонија (l'Organisation Internationale de la Francophonie) (краће: Франкофонија), свестраном сурадњом Француске и Белгије с бившим колонијама, промовисањем францускога у свету, те пре свега брзим демографским растом великог броја земаља чланица Франкофоније и описмењивањем становништва у истима (претежно онима смештенима у Африци) тренд стагнације француског је заустављен, па се у последњих пар деценија могу приметити потпуно друкчија кретања.
Према најновијим подацима француски језик учи 89 634 000 људи у свету (пораст од готово 10% у 7 година - од задњег истраживања 1998.), што га чини другим највише ученим светским језиком (одмах након енглеског). Од тога броја 37,26% се односи на субсахарску Африку, 30,9% на Европу, 20,1% на Северну Африку и Блиски исток, 9,47% на Северну и Јужну Америку, а 2,25% на Азију (без Блиског истока) и Океанију.
Као службени језик: Белгија (4.000,000; Harris 1987); Бенин (16,700; Johnstone 1993); Буркина Фасо; Бурунди (2,200; 2004); Камерун; Канада (6.700,000; 2001); Средњоафричка Република (9,000; 1996); Чад (3,000; 1993); Комори (1,700; 1993); Конго (28,000; 1993); Обала Слоноваче (17,500; 1988); Демократска Република Конго; Џибути (10,200; 2006); Екваторијална Гвинеја; Француска Полинезија (25,700; 2000); Габон (37,500; Johnstone 1993); Гваделуп (7,300; 2004); Гвинеја; Хаити (600; 2004); Индија (12,000); Либан (16,600; 2004); Мадагаскар (18,000; Johnstone 1993); Мали (9,000; Johnstone 1993); Маурицијус (37,000); Мајот (2,450; Johnstone 1993); Монако (17,400; 1988); Нова Каледонија (53,400; 1987); Нигер (6,000; Johnstone 1993); Реинион (2,400; Johnstone 1993); Руанда (2,300; 2004); Сен Пјер и Микелон (5,110; 1967); Сенегал (20,000; 2006); Сејшели (980; 1971); Швајцарска (1.490,000; 2000); Того (3,000; 1993); Вануату (6,300; 1995).
као национални говори се у: Француска (53,200,000; 2005); Андора (2,400; 1986); Француска Гијана; Луксембург (13,100; Johnstone 1993); Мартиник (9,000; 2004); Валис и Футуна (120; Johnstone 1993).
Остало: Алжир (111,000; 1993); Камбоџа; Италија (100,000; Harris 1987. регионално службени); Тунис (11,000; 1993); Уједињено Краљевство (14,000; 1976 Stephens. Службен на Каналским острвима); САД (1.640,000; 2000).

## Карактеристике у писању и алфабет
Француски језик је веома далеко од фонетских правила читања и писања. Завршни сугласник у речима се никад не изговара. Слова n и m се понекад не изговарају. Француски се чита „течно“, што значи да се завршни сугласници често спајају са наредном речи. У писању се користи пет врста акцента: акут ´, грав `, циркумфлекс ˆ, умлаут или трема ¨, и цедиља ¸.

## Читање и фонетика

### Самогласници
- a, à, â: [a]
- an, en, am, em, in, im: [ã] (назални глас)
- au, eau: [o]
- e, ë, ê, ai, ei, é, ed, ez, er: [e]
- e: [ə⁠] на крају речи од једног слова
- è: [ɛ]
- e, es: [-] не читaју се уопште када су на крају речи
- ain, ein, aim, eim, in (уопштено неки самогласник (или чак ништа + in): [ẽ] (назални глас)
- eu: [ø] (или мукло е), каже се е, само се скупе усне у круг као да ће се рећи о
- i, y, ï: [i]
- o, ô: [ɔ]
- on, om: [ɔ̃] (назални глас)
- œ: [œ] сличан је као глас [ø], само је отворенији
- ou: [u]
- u, ü, û: [y] (или фућкајуће и), каже се и, само се скупе усне у круг као да ће се рећи у
- ue: [-] не читa се уопште када je на крају речи

[õ] и [ã] јако слично звуче, само је разлика између [õ] и [ã] у томе да су код првог усне заокружене, као код правог о, а код другог развучене као у а, али у брзом говору се то неће опазити.
a, o и œ имају 2 верзије отворенију и затворенију, али се на то мање-више не обраћа нека пажња.
Ако су случајно n или m двоструко нпр. Vienne онда глас није назал и чита се нормално [vjen]. Ако иза n или m постоји други самогласник, глас није назал и чита се нормално нпр. ananas [anana]. Глаголи у трећем лицу презента добијају наставак –ent, који се уопште не чита (изузетак).
Треба рећи да се крајње е никада не чита, осим ако е нема акут ´.

#### Специјалне комбинације
- ai: [ɛ] (нпр. )
- er: [e] на крају речи (нпр. )
- i + самогласник: [j] (нпр. ie=je)
- oi: [wa] (нпр. )
- ou+i: [wi] (нпр. )
- ui: [ɥi] (нпр. )

Комбинација [аu] се чита као ai+i, дакле еј. Уопштено u је као 2 и (али то некада не дође до изражаја). Ако су на самогласнику 2 тачкице, комбинација самогласника се не чита, већ се читају одвојено, нпр. 

### Сугласници
- ch: [ʃ]
- c: [s] (испред e, i & y)
- c: [k] у осталим случајевима
- f, ph: [f]
- g: [ʒ] (испред e, i & y)
- g: [g] у осталим случајевима
- gn: [ɲ]
- h: [-] не чита се уопште
- j: [ʒ]
- qu, k: [k]
- r: [χ] после безвучног сугласника и на крају речи
- r: [ʁ] или [ʀ] у осталим случајевима. Слично звуче и оба настају код грла
- s, ç: [s]
- s (када се нађе између самогласника), z: [z]

Двострука слова се читају као и да је само једно написано.

#### Специјалне комбинације
- ail, eil, eille, aille, ille, il: [aj], [ɛj] (нпр. chandail [ʃɑ̃.dɛj],  [vɛʁ.mɛj],  [ɡʁi.zaj],  [vjɛ.jaʁ],  [vɛʁ.saj],  [sɔ.lɛj])
- ss: [s] између самогласника
- ti+on, ti+al, ti+el, ti+eux: [si], [se] (нпр. )
- x: [ks] (мање-више)
- x: [gz] (међу самогласницима) нпр.
- x: [s] (некад)

На крају речи која има више од једног слога последњи сугласник (осим ако нису c, r, f или l (енглеско CaReFuL:) се не чита. Ако следећа реч почиње са самогласником (или са h) неки се сугласници онда додају тој речи, а речи се спајају, нпр. . То се зове лијезон, франц.: liason [ljɛzɔ̃].
Гласови на крају речи или читају се као:
- s: [z]
- x: [z]
- d: [t]

## Граматика
Француски је инфлекијски језик - што значи да се односи међу реченичким елементима исказују променом речи, односно додавањем наставака (наставци за број, наставци за време за глаголе ...).

### Чланови
Француски поседује два одређена члана за једнину, два за множину, два неодређена обична члана, као и два рода (мушки и женски).
Le - означава мушки род једнине ;
La - означава женски род једнине ;
L' - означава мушки и женски род једнине, само се користи када наредна реч почиње на самогласник или h ;
Les - означава множину.
Ово су неодређени чланови:
Un - означава мушки род ;
Une - означава женски род.

### Глаголи
Француски глаголи се мењају према:
- једној од две конјугације, слабој и јакој. Постоји око 300-400 глагола који се неправилно мењају.
- три лица: првом, другом и трећем
- два броја: једнини и множини
- четири начина: индикатив, субјунктив, кондиционал и императив
- два рода: актив и пасив; пасив се дели на статички и повратни.
- четири проста времена (présent, imparfait, futur simple и passé simple (не користи се у говорном језику)) и 4 сложена времена (passé composé, plus-que-parfait, futur intérieur и futur antérieur (не користи се у говорном језику))

У француском се, за разлику од већине других романских језика, не може избацити субјекат.
Постоје три групе глагола у инфинитиву. То су они који се завршавају на -er, -ir и -re.

#### Помоћни глаголи
Помоћни глаголи у француском су: avoir (имати) и être (бити).

#### Партицип садашњи
Партицип садашњи је облик који се користи за описивање радње која се дешава истовремено са радњом која се прича у реченици. Може такође имати улогу придева или прилога (као глаголски прилог). Гради се искључиво суфиксом -ant.
Пример глагола који се завршава на -er aimer (волети): aim- + -ant = aimant
Пример глагола који се завршава на -ir finir (завршити): fini- + ss + -ant = finissant
Пример глагола који се завршава на -re prendre (узети): pren- + -ant = prenant
Пример реченице са функцијом придева: Une personne charmante (шармантна особа).
Пример реченице са функцијом прилога: Il parle en marchant (говори ходајући).

##### Неправилни облици
Глагол être (бити): étant
Глагол avoir (имати): ayant

##### Прогресивни облик
Прогресивни облик је облик где се користи партицип и један глагол у презенту. Може и да се користи облик презента сличном енглеском present continuous-у, где иду помоћни глагол être, реченица en train d(е) и инфинитив глагола, па онда партицип.
Пример реченице без en train d(е): Il écrit en mangeant (он пише док једе).
Пример реченице са en train d(е): Il est en train d'écrire tout en mangeant (он пише док једе) (дословно: он је у процесу писања док једе).

#### Партицип прошли
Партицип прошли је облик који се користи за грађење прошлог времена (перфекта и плусквамперфекта), футура II, као и пасива. Уједно представља и глаголски придев трпни. Када се налази после глагола avoir, онда његов облик остаје исти. Међутим, ако се налаи испред глагола être, онда постоје родови: мушки и женски. Постоји уједно и множина. Стандарни облик је у мушком роду једнине.

##### Мушки род

###### Једнина (стандардни облик)
Пример глагола који се завршава на -er aimer (волети): aim- + -é = aimé
Пример глагола који се завршава на -ir finir (завршити): fini- + -i = fini
Пример глагола који се завршава на -re vendre (узети): vend- + -u = vendu

###### Множина
Пример глагола који се завршава на -er aimer (волети): aim- + -és = aimés
Пример глагола који се завршава на -ir finir (завршити): fini- + -is = finis
Пример глагола који се завршава на -re vendre (узети): vend- + -us = vendus

##### Женски род

###### Једнина
Пример глагола који се завршава на -er aimer (волети): aim- + -ée = aimée
Пример глагола који се завршава на -ir finir (завршити): fini- + -ie = finie
Пример глагола који се завршава на -re vendre (узети): vend- + -ue = vendue

###### Множина
Пример глагола који се завршава на -er aimer (волети): aim- + -ées = aimées
Пример глагола који се завршава на -ir finir (завршити): fini- + -ies = finies
Пример глагола који се завршава на -re vendre (узети): vend- + -ues = vendues

#### Пасив

##### Повратни
За повратни пасив се употребљава рефлексивни глагол у одговарајућем времену.
Le livre se vend bien (Књига се добро продаје).

##### Статички
За статички пасив се употребљава помоћни глагол être (бити) и партицип прошли.
Le livre est lu par Marie (Књига је прочитана од стране Марије).

#### Индикатив

##### Презент

###### -Er група
Пример мењања правилних глагола на инфитивној основи -er: parler (говорити):
| Лице    | једнина       | множина                                               |
| ------- | ------------- | ----------------------------------------------------- |
| 1. лице | je parle      | nous parlons                                          |
| 2. лице | tu parles     | vous/Vous (2. лице једнине у формалном облику) parlez |
| 3. лице | il/elle parle | ils/elles parlent                                     |

###### -Ir група
Пример мењања правилних глагола на инфитивној основи -ir: finir (завршити):
| Лице    | једнина       | множина             |
| ------- | ------------- | ------------------- |
| 1. лице | je finis      | nous finissons      |
| 2. лице | tu finis      | vous/Vous finissez  |
| 3. лице | il/elle finit | ils/elles finissent |

###### -Re група
Пример мењања правилних глагола на инфитивној основи -re: vendre (продати):
| Лице    | једнина      | множина           |
| ------- | ------------ | ----------------- |
| 1. лице | je vends     | nous vendons      |
| 2. лице | tu vends     | vous vendez       |
| 3. лице | il/elle vend | ils/elles vendent |

## Позајмљенице
Процењује се да најмање 13% француског језика чине позајмљенице (око 4.200 речи). 1.054 речи су из енглеског језика, 707 из италијанског, 550 из старовисоконемачког, 481 из старих галороманских језика, 215 из арапског, 164 из немачког, 160 из келтског, 159 из шпанског, 153 из холандског, 112 из персијског и санскрта, 101 из разних индијанских језика, 89 из разних азијских језика, 56 из разних афроазијских језика, 55 из разних славенских и балтичких језика и 144 из разних других језика.

## Дијалекти
Француски језик је богат локалним дијалектима, који се називају и патоа. Они се у основи деле на северне (Langue d'oïl, ближе стандардном језику), јужне (Langue d'oc, под утицајем окситанског језика), и франко-провансалске (Franco-Provençal).

## Језички фонд

### Етимологија
Већина речи у француском потиче из латинског језика или је изведена из грчко-латинских основа речи. Многе речи имају дублете тако да је једна верзија из латинског, а друга је народна. Пример за то су многе именице и изведени придеви, као: mère / maternel, frère / fraternel, froid / frigide, œil / oculaire, sûreté / sécurité, и слично.
Француски је преузео многе речи из енглеског, италијанског, других романских језика, немачког, арапског, итд. Процењује се да је 13% речника (неких 4.200 речи) страног порекла у фонду од 35.000 речи.
У француском, често се креирају неологизми који замењују, углавном енглеске, позајмљенице. На пример, „баладер“ (baladeur) замењује енглеске речи „вокмен“ и „дискмен“ (walkman, diskman).

### Регионални француски
Регионални француски представља речник и изразе који се користе у појединим регионима француског језичког подручја, али не припадају званичним речницима француског, нити се користе на целом говорном подучју.

#### Европа
- Белгијски француски
- Валдотенски (француски језик Долине Аосте)
- Јужни француски
- Метрополитански француски
- Џерзи француски
- Швајцарски француски

#### Африка
- Афрички француски
  - Магреб француски

#### Америка
- Кајунски француски
- Канадски француски
  - Акадијански француски
  - Квебечки француски

#### Азија
- Левантински француски
- Француски језик југоисточне Азије
  - Вијетнамски француски
  - Камбоџански француски
  - Лао француски

#### Океанија
- Новокаледонијски француски
- Пацифички француски

### Изведени језици
- Антилски креолски
- Хаити креолски
- Ланк-Патуа (Lanc-Patuá, Бразил)
- Маурицијски креолски
- Мичиф језик (централна Канада)
- Луизијана креолски (Луизијана, САД)
- Реунионски креолски
- Сејшелски креолски
- Тај Бои (Tây Bồi, Вијетнам)

## Пример текста
Члан 1 Универзалне декларације о људским правима
```
Tous les hommes deviennent libres et égaux en dignité
né. Ils sont dotés de raison et de conscience,
et ils devraient se traiter les uns les autres dans un esprit de fraternité.
```